# Black Loch
Le Black Loch est un petit loch et un lac de barrage à la frontière des districts de North Lanarkshire et de Falkirk, à proximité du village de Limerigg.
La surface du Loch Black a été agrandi au début des années 1790 un petit canal creusé sur le côté ouest, de telle sorte que le ruissellement provenant de la mousse puisse alimenter le lac. Un barrage a également été construit pour contenir un plus grand volume d'eau qui était nécessaire pour le canal Monkland à Woodhall. C'est pourquoi ce lac n'est pas seulement la source du north Calder, mais aussi une source majeure de l'approvisionnement en eau pour le canal Monkland et en aval, le canal de Forth & Clyde à Glasgow.